# Mark Mathabane
Mark Mathabane (* 18. Oktober 1960 als Johannes Mathabane in Alexandra in Südafrika) ist ein südafrikanischer Autor, Tennisspieler und Lehrender.
Mark Mathabane wuchs als schwarzer Junge in dem Township Alexandra bei Johannesburg auf. Als Kind litt er vor allem unter der Armut seiner Familie, aber auch unter der Apartheid. Als seine Großmutter, eine Gärtnerin, von ihren Arbeitgebern für ihn einen gebrauchten Tennisschläger erhielt, begann er mit diesem Sport, der ihm half, dem Elend Alexandras zu entkommen. Er siedelte in die USA um, da dort Schwarze und Weiße auch damals schon rechtlich gleichgestellt waren. Dort schrieb er die Autobiographie Kaffern-Boy. Er verwendete das Pseudonym Mark Mathabane, um seinen Eltern mögliche Probleme mit der Regierung zu ersparen. Ein zweiter Band, Kaffern Boy in Amerika, beschreibt sein Leben in den USA.
Seine Schwester Miriam siedelte zu ihrem Bruder in die USA über und schrieb dort ihre eigene Autobiographie Mein Herz blieb in Afrika, in der sie die weitere Geschichte der Familie in Südafrika beschreibt.
Mark Mathabane ist verheiratet; das Paar hat eine Tochter und zwei Söhne.

## Werke
- Kaffir Boy (dt.: Kaffern-Boy: ein Leben in der Apartheid)
- Kaffir Boy in America: An Encounter with Apartheid
- African Women: Three Generations
- Love in Black and White: The Triumph of Love over Prejudice and Taboo
- Ubuntu
- Miriam’s Song
- Deadly Memory
- The Last Liberal